# Терем

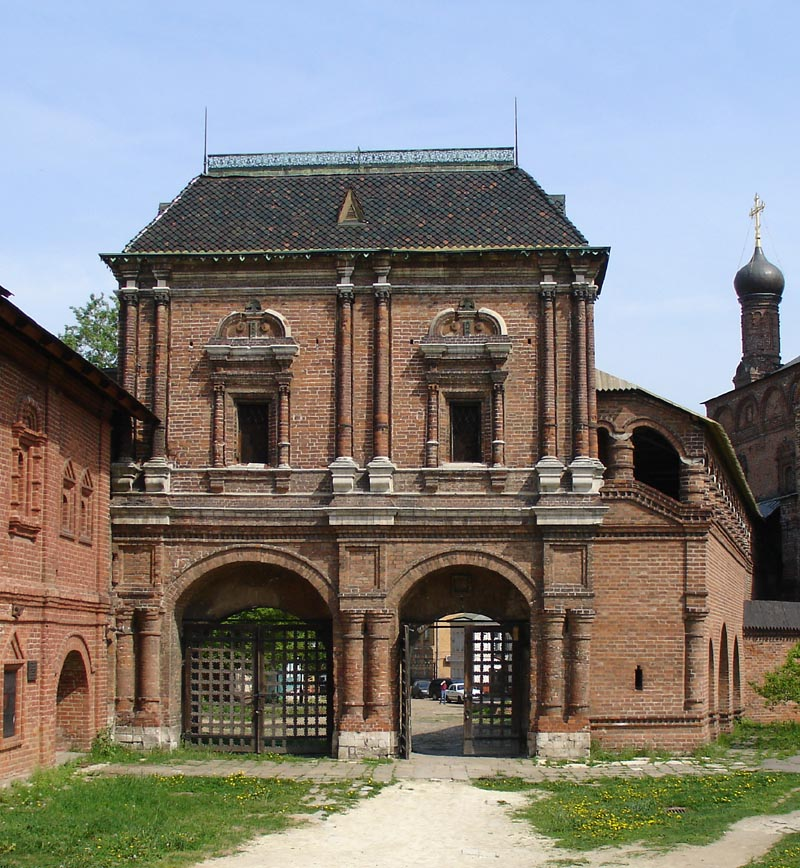
Крутицький теремок

Те́рем (д.-рус. теремъ < грец. τέρεμνον — «хата», «дім») — житловий верхній ярус давньоруських хором або палат, розташований над світлицею та підклітом. Міг ставитися окремо від основного корпусу будинку, на подкліті, над воротами, поєднувався з ним сіньми — критим переходом. До XVIII століття також вживалися назви «горище» або «вишка».
Терем неодноразово згаданий в казках.
Іноді слово «терем» вживають як синонім розкішного маєтку.

## Опис
У теремах «красні» вікна влаштовувалися у всіх стінах. До теремів пристроювалися башточки — «виглядки». До терему завжди застосовувався епітет «високий». Навколо теремів влаштовували «гульбища» — парапети та балкони, обгороджені перилами або ґратами. На кам'яних палатах терем міг бути як кам'яним, так і дерев'яним.

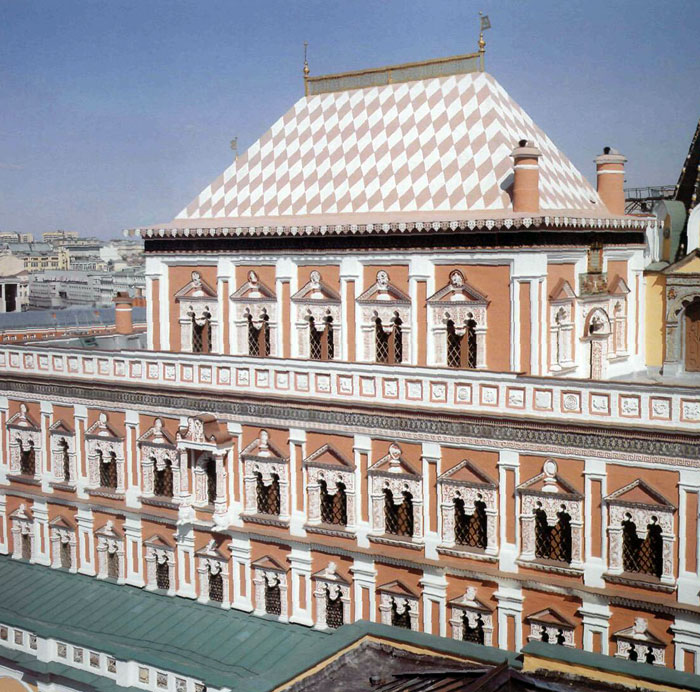
Теремний палац в Московському кремлі, згори видно терем

## Суспільний інститут
У верхній частині терему жили (звичайно під наглядом) жінки родини боярина, князя, царя, тому «теремом» прийнято називати жіночу частину дому в Московській державі XIV—XVII століть.

## Терем в мистецтві
- «Теремок» — казка
- Теремок (опера)
- Теремок (мультфільм, 1937)
- Теремок (мультфільм, 1945)
- «Терем-теремок» — мультфільм 1971 року
- Теремок (мультфільм, 1995)
- Теремок (театр ляльок, Саратов)
- Теремок (театр ляльок, Вологда)
- Казка про мертву царівну та про сімох богатирів (Пушкін)

## Галерея

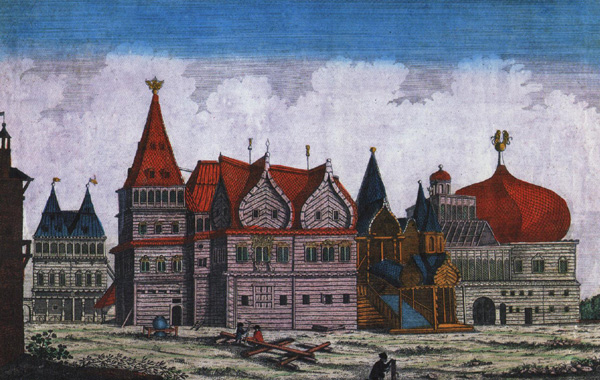
Коломенський палац царя Олексія Михайловича, при збільшенні ліворуч видно тереми
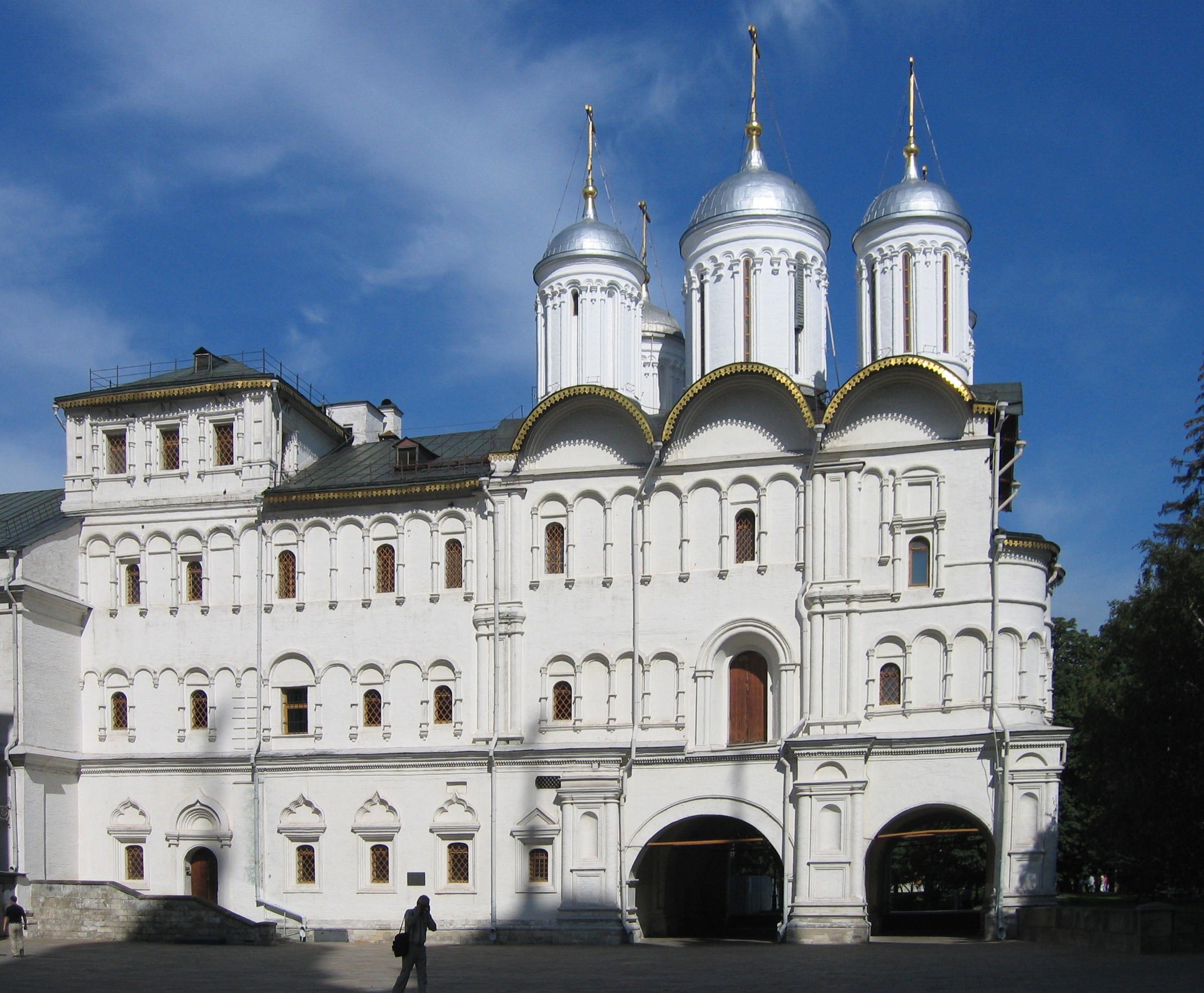
Терем на патріарших палатах (угорі ліворуч)